# PGA Tour 2009
Navigation
Édition précédente Édition suivante
Le PGA Tour 2009 a débuté le 8 janvier 2009 pour s'achever le 15 novembre 2009. La saison consiste en 46 tournois incluant les quatre tournois majeurs et trois championnats du monde. Cinq tournois non officiels complètent ce calendrier en novembre et décembre.

## Tournois
| Date      | Tournoi                               | Lieu             | Vainqueur       | points pour le World Golf Ranking |
| --------- | ------------------------------------- | ---------------- | --------------- | --------------------------------- |
| 11 janv.  | Championnat Mercedes-Benz             | Hawaii           | Geoff Ogilvy    | 44                                |
| 18 janv.  | Sony Open d'Hawaii                    | Hawaii           | Zach Johnson    | 44                                |
| 25 janv.  | Bob Hope Classic                      | Californie       | Pat Perez       | 32                                |
| 1er févr. | FBR Open                              | Arizona          | Kenny Perry     | 54                                |
| 8 févr.   | Buick Invitational                    | Californie       | Nick Watney     | 44                                |
| 15 févr.  | AT&T Pebble Beach National Pro-Am     | Californie       | Dustin Johnson  | 46                                |
| 22 févr.  | Northern Trust Open                   | Californie       | Phil Mickelson  | 62                                |
| 1er mars  | Accenture Match Play Championship     | Arizona          | Geoff Ogilvy    | 76                                |
| 1er mars  | Mayakoba Classic                      | Floride          | Mark Wilson     | 24                                |
| 8 mars    | The Honda Classic                     | Floride          | Y.E. Yang       | 46                                |
| 15 mars   | WGC-CA Championship                   | Floride          | Phil Mickelson  | 78                                |
| 15 mars   | Open de Porto Rico                    | Porto Rico       | Michael Bradley | 24                                |
| 22 mars   | Transitions Championship              | Floride          | Retief Goosen   | 46                                |
| 29 mars   | Arnold Palmer Invitational            | Floride          | Tiger Woods     | 60                                |
| 5 avr.    | Shell Houston Open                    | Texas            | Paul Casey      | 62                                |
| 12 avr.   | The Masters                           | Géorgie          | Ángel Cabrera   | 100                               |
| 19 avr.   | Verizon Heritage                      | Caroline du Sud  | Brian Gay       | 48                                |
| 26 avr.   | Zurich Classic de la Nouvelle-Orléans | Louisiane        | Jerry Kelly     | 38                                |
| 3 mai     | Quail Hollow Championship             | Caroline du Nord | Sean O'Hair     | 68                                |
| 10 mai    | The Players Championship              | Floride          | Henrik Stenson  | 80                                |
| 17 mai    | Valero Texas Open                     | Texas            | Zach Johnson    | 26                                |
| 24 mai    | HP Byron Nelson Championship          | Texas            | Rory Sabbatini  | 44                                |
| 31 mai    | Crowne Plaza Invitational at Colonial | Texas            | Steve Stricker  | 58                                |
| 7 juin    | Memorial Tournament                   | Ohio             | Tiger Woods     | 62                                |
| 14 juin   | Stanford St. Jude Championship        | Tennessee        | Brian Gay       | 46                                |
| 21 juin   | US Open                               | New York         | Lucas Glover    | 100                               |
| 28 juin   | Travelers Championship                | Connecticut      | Kenny Perry     | 48                                |
| 5 juil    | AT&T National                         | Maryland         | Tiger Woods     | 50                                |
| 12 juil.  | John Deere Classic                    | Illinois         | Steve Stricker  | 34                                |
| 19 juil.  | British Open                          | Écosse           | Stewart Cink    | 100                               |
| 19 juil.  | U.S. Bank Championship de Milwaukee   | Wisconsin        | Bo Van Pelt     | 24                                |
| 26 juil.  | RBC Canadian Open                     | Canada           | Nathan Green    | 34                                |
| 2 août    | Buick Open                            | Michigan         | Tiger Woods     | 36                                |
| 9 août    | Bridgestone Invitational              | Ohio             | Tiger Woods     | 76                                |
| 9 août    | Reno-Tahoe Open                       | Nevada           | John Rollins    | 24                                |
| 16 août   | USPGA                                 | Minnesota        | Yong-Eun Yang   | 100                               |
| 23 août   | Wyndham Championship                  | Caroline du Nord | Ryan Moore      | 32                                |
| 30 août   | The Barclays                          | New Jersey       | Heath Slocum    | 70                                |
| 7 sep.    | Deutsche Bank Championship            | Massachusetts    | Steve Stricker  | 70                                |
| 13 sep.   | BMW Championship                      | Missouri         | Tiger Woods     | 68                                |
| 27 sep.   | THE TOUR Championship                 | Géorgie          | Phil Mickelson  | 56                                |
| 4 oct.    | Turning Stone Resort Championship     | New York         | Matt Kuchar     | 30                                |
| 11 oct.   | Presidents Cup                        | Californie       | États-Unis      |                                   |
| 18 oct.   | Timberlake Open                       | Nevada           | Martin Laird    | 40                                |
| 25 oct.   | Frys.com Open                         | Arizona          | Troy Matteson   | 28                                |
| 1 nov.    | Viking Classic                        | Mississippi      | Tournoi annulé  | Tournoi annulé                    |
| 8 nov.    | WGC-HSBC Champions                    | Chine            | Phil Mickelson  | 66                                |
| 15 nov.   | Children's Miracle Network Classic    | Floride          | Stephen Ames    | 24                                |

## Classement final
| Rang | Joueur         | Pays         | Tournois joués | Gains ($)  |
| ---- | -------------- | ------------ | -------------- | ---------- |
| 1    | Tiger Woods    | États-Unis   | 17             | 10 508 163 |
| 2    | Steve Stricker | États-Unis   | 22             | 6 332 636  |
| 3    | Phil Mickelson | États-Unis   | 18             | 5 332 755  |
| 4    | Zach Johnson   | États-Unis   | 26             | 4 714 813  |
| 5    | Kenny Perry    | États-Unis   | 24             | 4 445 562  |
| 6    | Sean O'Hair    | États-Unis   | 23             | 4 316 493  |
| 7    | Jim Furyk      | États-Unis   | 23             | 3 946 515  |
| 8    | Geoff Ogilvy   | Australie    | 20             | 3 866 270  |
| 9    | Lucas Glover   | États-Unis   | 26             | 3 692 580  |
| 10   | Y. E. Yang     | Corée du Sud | 23             | 3 489 516  |

Liste complète.

## Récompense
| Récompense                                         | Vainqueur     | Pays       |
| -------------------------------------------------- | ------------- | ---------- |
| PGA Tour Player of the Year (Jack Nicklaus Trophy) | Tiger Woods   | États-Unis |
| PGA Player of the Year                             | Tiger Woods   | États-Unis |
| Vainqueur de la Money List (Arnold Palmer Award)   | Tiger Woods   | États-Unis |
| Trophée Vardon                                     | Tiger Woods   | États-Unis |
| Byron Nelson Award                                 | Tiger Woods   | États-Unis |
| Rookie of the Year                                 | Marc Leishman | Australie  |
| Vainqueur de la FedEx Cup                          | Tiger Woods   | États-Unis |